# Cliff Dorfman
Cliff Dorfman (14 april 1968) is een Amerikaanse acteur, scenarioschrijver, filmproducent en filmregisseur.

## Biografie
Dorfman begon in 1993 met acteren in de film The Pitch. Hierna heeft hij nog meerdere rollen gespeeld in films en televisieseries zoals Blossom (1994), 7th Heaven (1997) en Beverly Hills, 90210 (1991-1999).
Dorfman is in 1998 getrouwd met actrice Dru Mouser. hij heeft haar in 1997 leren kennen op de set bij het maken van de televisiefilm Friends 'Til the End.
Dorfman werd in 2006 genomineerd voor een Writers Guild of America Award in de categorie Comedy Series met de televisieserie Entourage (2004).

## Filmografie

### Films
Uitgezonderd korte films.
- 2006 Farce of the Penguins – als boze pinguïn (stem)
- 2002 Red Dragon – als politieagent
- 2000 The David Cassidy Story – als vriend
- 1997 Erotic Confessions: Volume 2 – als Jimmy
- 1997 Friends 'Til the End – als Sammy
- 1996 Erotic Confessions – als Robert
- 1993 Acting on Impulse – als kantoorbediende

### Televisieseries
Uitgezonderd eenmalige gastrollen.
- 1999 Beverly Hills, 90210 – als Joe Patch – 4 afl.

### Scenarioschrijver
- 2015 Brothers - film
- 2011 Warrior – film
- 2006 Shoot – film
- 2005 Entourage – televisieserie (14 afl.)

### Filmproducent
- 2006 Shoot – film
- 1993 The Pitch – film

### Filmregisseur
- 2006 Shoot – film